# Хижняк, Алексей Леонидович
Алексей Леонидович Хижняк (укр. Олексій Леонідович Хижняк; 17 сентября 1988, Кировоград — 7 марта 2022, Чернобаевка) — украинский военнослужащий, капитан, участник российско-украинской войны. Герой Украины (8 июля 2023, посмертно).

## Биография
Родился 17 сентября 1988 года в городе Кропивницкий (ранее Кировоград). После окончания школы поступил в Донецкий национальный университет экономики и торговли имени Михаила Туган-Барановского, где получил степень магистра по специальности «Финансы».
В августе 2016 года начал службу в Вооружённых силах Украины, присоединившись к 8-му отдельному полку специального назначения.
Погиб 7 сентября 2022 года во время выполнения боевого задания в районе села Чернобаевка Изюмского района Харьковской области.

## Награды
- Звание «Герой Украины» с удостоением ордена «Золотая Звезда» (8 июля 2023, посмертно) — за личное мужество и героизм, проявленные в защите государственного суверенитета и территориальной целостности Украины, верность военной присяге[1].
- Орден Богдана Хмельницкого III степени (17 ноября 2022, посмертно) — за личное мужество и высокий профессионализм, проявленные в защите государственного суверенитета и территориальной целостности Украины, верность военной присяге[2].
- Орден «За мужество» III степени (9 апреля 2015) — за личное мужество и самоотверженные действия, проявленные в защите государственного суверенитета и территориальной целостности Украины, верность военной присяге[3].